# Кыркызья
Кыркызья — река в России, протекает в Республике Удмуртия. Устье реки находится в 13 км по правому берегу реки Арлеть. Длина реки составляет 24 км, площадь водосборного бассейна 196 км². В 8,5 км от устья принимает справа реку Ушнетка.
Исток реки в Якшур-Бодьинском районе к югу от деревни Гопгурт в 6 км к югу от села Старые Зятцы. Река течёт на запад, протекает деревни Зеглуд и Билигурт. Нижнее течение проходит по Селтинскому району. Притоки — Ушнетка (правый); Дальний Лог, Палинка (левые).

## Данные водного реестра
По данным государственного водного реестра России относится к Камскому бассейновому округу, водохозяйственный участок реки — Вятка от водомерного поста посёлка городского типа Аркуль до города Вятские Поляны, речной подбассейн реки — Вятка. Речной бассейн реки — Кама.
Код объекта в государственном водном реестре — 10010300512111100038675.